# Nayel Mehssatou
Nayel Rayan Mehssatou Sepúlveda (Brussel, 8 augustus 2002) is een Chileens-Belgisch voetballer met  Marokkaanse roots die sinds januari 2022 uitkomt voor KV Kortrijk.

## Clubcarrière

### Jeugd
Mehssatou begon zijn jeugdopleiding bij Toekomst Relegem, maar maakte al gauw de overstap naar RSC Anderlecht. Daar speelde hij in de talentvolle lichting van het geboortejaar 2002 samen met onder andere Jérémy Doku, Marco Kana, Killian Sardella, Anouar Ait El Hadj en Eliot Matazo. In het voorjaar van 2019 maakte hij met Anderlecht indruk op de Future Cup. Het leverde hem buitenlandse interesse op, maar Mehssatou bleef bij Anderlecht. In december 2019 ondertekende hij een profcontract tot medio 2022 bij paars-wit.
Nadat Mehssatou in oefenwedstrijden tegen Union Sint-Gillis en Bayer Leverkusen al eens van het eerste elftal had geproefd, hevelde Vincent Kompany hem in februari 2021 samen met Théo Leoni, Alonzo Engwanda, Nils De Wilde en Zeno Debast over naar de A-kern. Tijdens de voorbereiding op het seizoen 2021/22 kreeg hij basisplaatsen in de oefenwedstrijden tegen STVV en AFC Ajax. Na de oefenstage van het eerste elftal in Nederland keerden De Wilde, Engwanda en Leoni terug naar de beloftenkern; Mehssatou mocht net als Debast bij de A-kern blijven.

### KV Kortrijk
In januari 2022 ondertekende Mehssatou, wiens contract bij Anderlecht op het einde van het seizoen afliep, een contract tot medio 2025 bij KV Kortrijk. Op 5 maart 2022 maakte hij zijn officiële debuut in het eerste elftal van de club: in de competitiewedstrijd tegen leider Union Sint-Gillis (2-3-verlies) kreeg hij een basisplaats van trainer Karim Belhocine. Door de blessure van Kristof D'Haene  debuteerde hij op de linksachter. Ook in de vier resterende competitiewedstrijden kwam hij in actie, telkens de volledige wedstrijd. KV Kortrijk verloor alle vijf deze wedstrijden. In de twee laatste wedstrijden van het seizoen, tegen KV Mechelen en RSC Anderlecht, was Mehssatou telkens goed voor een assist.
Mehssatou werd aan het einde van het seizoen 2024/25 door coach Bernd Storck tot aanvoerder benoemd. Hij kon de degradatie van KV Kortrijk echter niet voorkomen. Ondanks vier doelpunten in de laatste vijf wedstrijden bleef het verschil met STVV en Cercle Brugge te groot.

## Clubstatistieken
| Seizoen         | Club            | Land            | Competitie         | Competitie | Competitie | Beker | Beker | Supercup | Supercup | Europees | Europees | Totaal | Totaal |
| Seizoen         | Club            | Land            | Competitie         | Wed.       | Dlp.       | Wed.  | Dlp.  | Wed.     | Dlp.     | Wed.     | Dlp.     | Wed.   | Dlp.   |
| --------------- | --------------- | --------------- | ------------------ | ---------- | ---------- | ----- | ----- | -------- | -------- | -------- | -------- | ------ | ------ |
| 2021/22         | KV Kortrijk     | Vlag van België | Jupiler Pro League | 5          | 0          | 0     | 0     | —        | —        | —        | —        | 5      | 0      |
| 2022/23         | KV Kortrijk     | Vlag van België | Jupiler Pro League | 27         | 0          | 3     | 0     | —        | —        | —        | —        | 30     | 0      |
| 2023/24         | KV Kortrijk     | Vlag van België | Jupiler Pro League | 34         | 1          | 2     | 0     | —        | —        | —        | —        | 36     | 1      |
| 2024/25         | KV Kortrijk     | Vlag van België | Jupiler Pro League | 35         | 4          | 2     | 0     | —        | —        | —        | —        | 37     | 4      |
| Carrière totaal | Carrière totaal | Carrière totaal | Carrière totaal    | 101        | 5          | 7     | 0     | 0        | 0        | 0        | 0        | 108    | 5      |

Bijgewerkt op 11 mei 2025.

## Interlandcarrière
Mehssatou speelde jeugdinterlands voor zowel voor België als Chili. Op 6 juni 2022 maakte hij zijn interlanddebuut voor Chili: bondscoach Eduardo Berizzo liet hem in de vriendschappelijke interland tegen Zuid-Korea ter voorbereiding van de Kirin Cup 2022 meteen 90 minuten meespelen.
| Interlands van Nayel Mehssatou | Interlands van Nayel Mehssatou | Interlands van Nayel Mehssatou | Interlands van Nayel Mehssatou | Interlands van Nayel Mehssatou | Interlands van Nayel Mehssatou | Interlands van Nayel Mehssatou |
| No.                            | Datum                          | Wedstrijd                      | Uitslag                        | Soort Wedstrijd                | Doelpunten                     |                                |
| Als speler bij KV Kortrijk     | Als speler bij KV Kortrijk     | Als speler bij KV Kortrijk     | Als speler bij KV Kortrijk     | Als speler bij KV Kortrijk     | Als speler bij KV Kortrijk     | Als speler bij KV Kortrijk     |
| ------------------------------ | ------------------------------ | ------------------------------ | ------------------------------ | ------------------------------ | ------------------------------ | ------------------------------ |
| 1.                             | 6 juni 2022                    | Zuid-Korea – Chili             | 2 – 0                          | Vriendschappelijk              | -                              |                                |
| 2.                             | 10 juni 2022                   | Chili – Tunesië                | 0 – 2                          | Kirin Cup 2022                 | -                              |                                |
| 3.                             | 14 juni 2022                   | Chili – Ghana                  | 0 – 0                          | Kirin Cup 2022                 | -                              |                                |
| 4.                             | 23 september 2022              | Marokko – Chili                | 2 – 0                          | Vriendschappelijk              | -                              |                                |
| 5.                             | 27 september 2022              | Qatar – Chili                  | 2 – 2                          | Vriendschappelijk              | -                              |                                |
| 6.                             | 11 juni 2023                   | Chili – Cuba                   | 3 – 0                          | Vriendschappelijk              | -                              |                                |
| 7.                             | 20 juni 2023                   | Bolivia – Chili                | 0 – 0                          | Vriendschappelijk              | -                              |                                |
| 8.                             | 8 september 2023               | Uruguay – Chili                | 3 – 1                          | Kwalificatie WK 2026           | -                              |                                |
| Totaal                         | Totaal                         | Totaal                         | Totaal                         | Totaal                         | -                              |                                |

Bijgewerkt tot 29 april 2024